# 猛鷹突擊兵團
《猛鹰突击兵团》（英語：The Eagle Has Landed）是杰克·希金斯在1975年出版的一部小说。它讲述的是一群纳粹德国特种部队成员刺杀英国首相温斯顿·丘吉尔的故事。1976年，本小说被拍成了同名电影。

## 内容简介
杰克·希金斯在小说中使用了伪书的技巧，故事开头他称在英国看见了13个德国空降猎兵的坟墓而知道了这个故事。
1943年，奥托·斯科尔兹内率领德国特种部队成员成功将贝尼托·墨索里尼从盟军手中救出，阿道夫·希特勒由此得到灵感，命令党卫队全国领袖海因里希·希姆莱和国防军总司令部军事情报局（德語：Abwehr，音译为“阿勃韦尔”）局长威廉·卡纳里斯制定一个刺杀英国首相温斯顿·丘吉尔的计划。威廉·卡纳里斯随后命令兰道上校制定计划。
德军计划温斯顿·丘吉尔在参观一个海边飞机场时将其刺杀，德军派出的是以库特·史坦纳为首的空降猎兵小队，他们计划伪装成波兰军队，在温斯顿·丘吉尔抵达时将其刺杀。但是当德军小队经过一个灌溉渠时，一个英国小女孩掉到灌溉渠里并差点被水车绞死，一名德军突击队员奋不顾身跳水救她并被被水车绞死，他穿的盟军制服里德军铁十字勋章露出，突击小队的身份被暴露。随后美军士兵赶来，将德军小队围困在教堂内。
此时德军小队拼命掩护队长库特·史坦纳逃出教堂，子弹打光后，德军小队在教堂内拉响了手榴弹集体自杀，库特·史坦纳在抵达海岸边的德军潜水艇时决定返回去刺杀丘吉尔，他最后成功的刺杀了丘吉尔，但是此人实际上只是丘吉尔的一个替身。
党卫队全国领袖海因里希·希姆莱随后将兰道上校定为行动失败的替罪羊，以叛国的罪名将其枪决。